# يوجينيو موريل
يوجينيو موريل (بالإسبانية: Eugenio Morel)‏ (1 يناير 1950 بأسونسيون في باراغواي - ) هو لاعب كرة قدم باراغواياني في مركز الهجوم. شارك مع منتخب باراغواي لكرة القدم. أما مع النوادي، فقد لعب مع أرجنتينوس جونيورز وأوليمبيا أسونسيون وتاليريس وسيرو بورتينيو ونادي أوهيجينس ونادي راسينغ ونادي سان لورينزو وأورينتي بيتروليرو وTacuary ‏.

## وصلات خارجية
- يوجينيو موريل على موقع قاعدة بيانات كرة القدم.إي يو (الإنجليزية)
- يوجينيو موريل على موقع ناشيونال فوتبول تيمز (الإنجليزية)
- يوجينيو موريل على موقع عالم كرة القدم.نت (الإنجليزية)